# Sani Baladi
Sani Baladi (* 15. Juli 1994 in Hamburg; bürgerlich Saniet Baladi) ist ein deutscher Filmkomponist und Singer-Songwriter.

## Leben
Sani Baladi wuchs in Hamburg auf und trat schon seiner Schulzeit bei Events seiner Schule auf, wo er Songs coverte. 2010 entdeckte er die Welt der Filmmusik, nachdem er Inception mit der Filmmusik von Hans Zimmer gesehen hatte. Nach seinem Abitur zog er nach Los Angeles und studierte mit einem Stipendium an der Musicians Institute in Hollywood. 
Baladi wurde für seine Filmmusik mehrmals international ausgezeichnet. 2020 begann seine Solo-Karriere, unter dem Namen SANI mit dem Pop-Song 2 Glasses, das binnen kürzester Zeit große Aufmerksamkeit auf sich zog. Es folgten Singles wie Jungle of Despair oder Oversized Sweater.

## Filmografie
- 2017: Antecedent
- 2017: Semblance
- 2018: Sapper Smith
- 2018: The Guilt List
- 2018: Solipsistic
- 2019: Beyond Her Lens[3]
- 2020: 2 Glasses
- 2021: Stranger in the Closet